# Jarmila Novotná
Jarmila Novotná (* 23. September 1907 in Prag; † 9. Februar 1994 in New York City) war eine tschechische Opernsängerin (Sopran) und Schauspielerin.

Aufnahme von Wilhelm Willinger, 1933

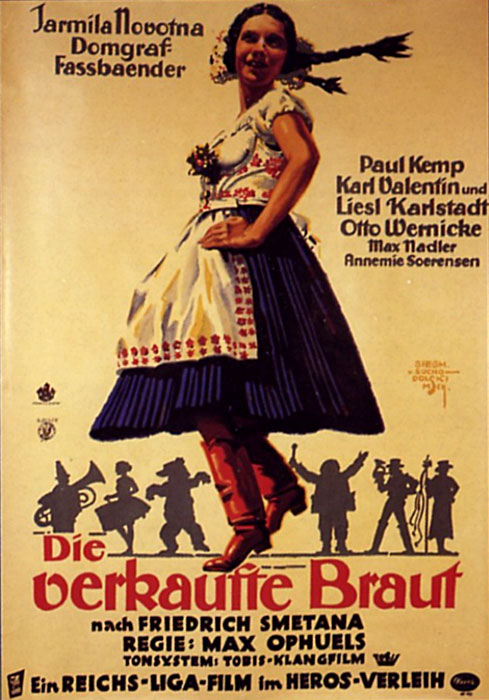
Die verkaufte Braut 1932

## Leben
Novotná studierte Gesang bei Emmy Destinn und Hilbert Vavia am Prager Konservatorium und begann 1924 ihre Karriere als Konzertsängerin. Später vervollkommnete sie sich in Mailand bei Antonio Guarnieri. Bereits 1925 sang sie die Marie in Die verkaufte Braut und hatte 1926 ihren ersten großen Erfolg als Violetta in Verdis La traviata am Prager Nationaltheater.
1928 sang Novotná bei den Festspielen von Verona die Gilda in Rigoletto. 1929 gastierte sie auf Einladung von Dirigent Otto Klemperer an der Krolloper in Berlin, und darauf hatte sie bis 1933 ein Engagement an der Staatsoper. Am Schauspielhaus trat sie in Max Reinhardts Inszenierungen von Die schöne Helena und Hoffmanns Erzählungen auf und war am 20. Januar 1933 Partnerin von Richard Tauber bei der Uraufführung der Operette Frühlingsstürme von Jaromír Weinberger im Admiralspalast. Die populäre Sängerin erhielt auch Angebote des jungen Tonfilms und war unter anderem Hauptdarstellerin in Max Ophüls’ Opernadaption Die verkaufte Braut.
Ab 1929 gastierte Novotná an der Staatsoper Wien und wurde 1933 dort Mitglied des Ensembles. In der Uraufführung von Franz Lehárs Operette Giuditta am 20. Januar 1934 sang sie die Titelrolle. 1935 bis 1937 wirkte sie in Mozart- und Strauss-Aufführungen der Salzburger Festspiele  mit. Gastauftritte hatte sie in Berlin, München, Rom, Paris und Brüssel.
An der Mailänder Scala verkörperte sie 1937 Nannetta in Falstaff und im selben Jahr sowie 1939 Cherubino in Figaros Hochzeit. 1938 verließ sie Wien und ging in die USA. In San Francisco sang sie 1939 die Madame Butterfly und debütierte 1940 als Mimi in La Bohème an der Metropolitan Opera in New York. Hier sang Novotná bis 1957 14 Partien in 142 Vorstellungen. Speziell ihre Rolle als Violetta in La traviata brachte ihr den Ruf als eine der besten Sängerinnen ihrer Zeit ein.
Als 1942 die Nachricht von der Vernichtung des tschechischen Ortes Lidice eintraf, sang sie bei mehreren Wohltätigkeitskonzerten tschechische Volkslieder, bei denen Jan Masaryk sie am Flügel begleitete. Gastspielreisen führten sie 1942 nach Buenos Aires und 1943 nach Rio de Janeiro. Nach Kriegsende sang sie 1946 am Nationaltheater Prag Tatjana in Eugen Onegin und gastierte in Warschau, Zagreb, Belgrad, Göteborg und 1957 an der Wiener Volksoper.
Novotná heiratete 1933 den tschechischen Baron Jiří Daubek und hatte zwei Kinder. Sie lebte bis zum Tod ihres Gatten 1981 vorwiegend in Wien und kehrte danach zu ihren Kindern nach New York zurück.
Der Asteroid (5897) Novotná ist nach ihr benannt.

## Filmografie
- 1925: Vyznavači slunce
- 1930: Brand in der Oper
- 1931: Der Bettelstudent
- 1932: Die verkaufte Braut
- 1933: Skřivánčí píseň
- 1933: Die Nacht der großen Liebe
- 1934: Frasquita
- 1935: Der Kosak und die Nachtigall
- 1936: La Dernière valse
- 1936: Der letzte Walzer (The Last Waltz)
- 1948: Die Gezeichneten (The Search)
- 1951: Der große Caruso (The Great Caruso)
- 1955: The Great Waltz

## Hörbeispiele
- Die Zauberflöte – Toscanini – Salzburg 1937 – 1. Akt
- Die Zauberflöte – Toscanini – Salzburg 1937 – 2. Akt

Alexander Kipnis-Sarastro, Julia Osváth-Königin der Nacht, Jarmila Novotná – Pamina, Helge Rosvaenge – Tamino, Willi Domgraf-Fassbaender – Papageno, Dora Komarek – Papagena, Alfred Jerger – Sprecher, William Wernigk – Monostatos (live 30. Juli 1937 Salzburger Festspiele)